# تایلر دیبلینگ
تایلر دیبلینگ (انگلیسی: Tyler Dibling؛ زادهٔ ۱۷ فوریهٔ ۲۰۰۶) بازیکن فوتبال اهل بریتانیا است که در حال حاضر برای باشگاه فوتبال ساوت‌همپتون بازی می‌کند. 
وی همچنین در تیم‌های ملی فوتبال زیر ۱۶ سال انگلستان، زیر ۱۷ سال انگلستان، زیر ۱۸ سال انگلستان، زیر ۱۹ سال انگلستان، و زیر ۲۱ سال انگلستان بازی کرده است.